# Guadalupe (1984)
Guadalupe é uma telenovela mexicana, produzida por Valentín Pimstein para a Televisa e exibida pelo El Canal de las Estrellas entre 16 de janeiro e 19 de outubro de 1984.
Trata-se de uma adaptação da telenovela La muchacha que vino de lejos e da radionovela cubana Sergio Velásquez, Acusa, de Abel Santa Cruz e Iris Dávila.
Foi a última novela produzida sob o regime em que a faixa das 17h era dividida entre duas produções: uma exibida às 17h e outra às 17h30. De 16 de janeiro a 10 de agosto, era exibida às 17h. Em 13 de agosto de 1984, Guadalupe passou a ser exibida exclusivamente às 17h30, substituindo Amalia Batista e estabelecendo esse horário como o padrão para novelas vespertinas da emissora a partir de então.
Foi protagonizada Alma Delfina e Jaime Garza e antagonizada por Rebeca Rambal.

## Sinopse
Guadalupe é uma mulher provincial, humilde mas de natureza alegre, que depois da morte de sua mãe se muda para a Cidade do México em busca de trabalho. Ela consegue trabalho como empregada na casa da  ricafamília Pereyra, composta por Don Leopoldo, sua esposa Rosalía e seus filhos Francisco Javier, Teresa, Carlos e Luisita. Teresa e Luisita imediatamente simpatizam com a jovem, mas Carlos a despreza e humilha. Guadalupe se apaixona por Francisco Javier, e ele também se apaixona por ela e fica encantado de seu caráter e sua bondade.
Francisco Javier está comprometido com Elvira Fuentes, uma bela e encantadora mulher da sociedade. No entanto, seu charme é apenas aparência, pois, no fundo, é uma mulher frívola, vã e histérica. Ele vai perceber isso e o carinho que o causa a nobreza de Guadalupe acabará se tornando amor. Mas o surgimento de situações imprevistas ameaçará a relação. Francisco Javier recebe uma ligação de sua tia pedindo-lhe para ajudar seu primo Raul que está com problemas com a justiça. Francisco Javier fica surpreso com a grande semelhança entre os dois, e Raul aproveitará a oportunidade que o destino está dando a ele. Depois de sair da prisão, ele golpeia Francisco Javier e deixa-o inconsciente. Raul raspa, corta o cabelo como seu primo e toma sua identidade.
Ele retorna à casa de Pereyra, sem que ninguém o reconheça, e a primeira coisa que ele faz é mudar as coisas, desprezando Guadalupe. Mas as circunstâncias virão como uma surpresa.

## Elenco
- Alma Delfina - Guadalupe
- Jaime Garza - Francisco Javier Pereyra / Raúl Pereyra
- Rebeca Rambal - Elvira Fuentes
- Ana Silvia Garza - Teresa Pereyra
- Oscar Morelli - Don Leopoldo Pereyra
- July Furlong - Sara
- Elsa Cárdenas - Leonor
- Claudio Báez
- Demián Bichir - Antonio "Toño" Pereyra
- Alejandro Tommasi
- Josefina Escobedo - Herminia
- Rubén Rojo
- Aurora Molina - Rufina
- Magda Karina - Rosario "Chayo" Pereyra
- Nailea Norvind - Nani
- Sylvia Suárez - Doña Rosalía Pereyra
- Nayelli Saldívar - Luisita Pereyra
- José Roberto Hill - Gerardo Borbolla
- Flor Trujillo - Aurora
- Gerardo Paz - Pedro
- Elvira Monsell - Yolanda
- Carmen Belén Richardson - Dominga
- Porfirio Bas - Carlos Pereyra
- Cristina Peñalver - Marisol
- Christopher Lago - Arturito
- Manuel Saval - Roberto

## Prêmios e indicações

### Prêmio TVyNovelas 1985
| Categoria                | Indicado(a)      | Resultado |
| ------------------------ | ---------------- | --------- |
| Melhor atriz antagonista | Rebeca Rambal    | Venceu    |
| Melhor atriz juvenil     | Alma Delfina     | Indicado  |
| Melhor ator juvenil      | Jaime Garza      | Indicado  |
| Revelação masculina      | Demian Bichir    | Indicado  |
| Melhor atuação infantil  | Nayelli Saldívar | Venceu    |